# Crotalaria cunninghamii
Crotalaria cunninghamii är en ärtväxtart som beskrevs av Robert Brown. Crotalaria cunninghamii ingår i släktet sunnhampor, och familjen ärtväxter. IUCN kategoriserar arten globalt som livskraftig. Inga underarter finns listade i Catalogue of Life.

## Bildgalleri

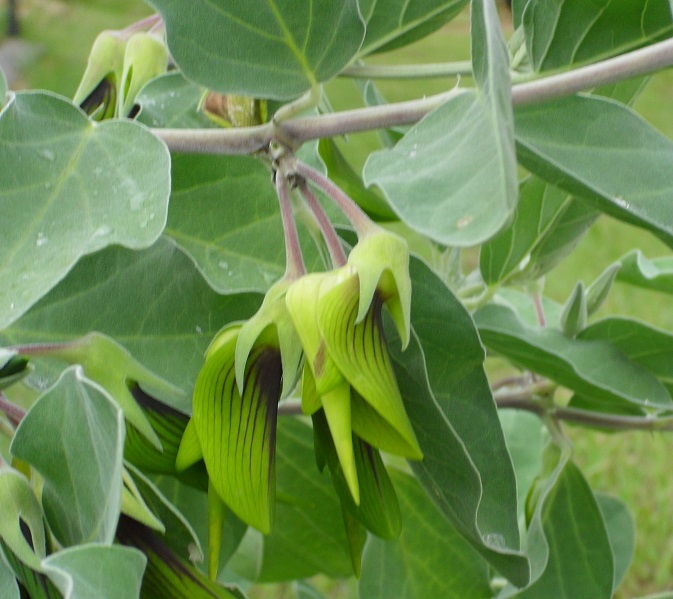
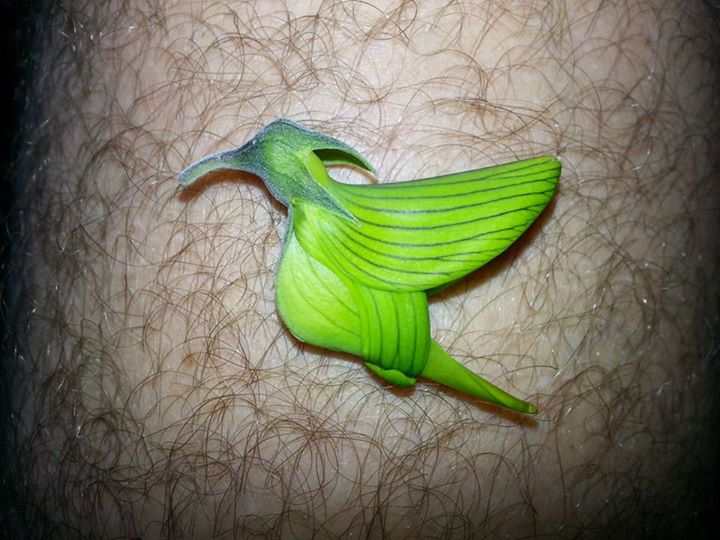